# Valerie Sweeting
Valerie Sweeting (ur. 9 lipca 1987 w Redvers, Saskatchewan) – kanadyjska curlerka, trzykrotna mistrzyni Kanady. W sezonie 2023/24 występująca jako trzecia w drużynie Kerri Einarson.

## Kariera
Sweeting w curling gra od 1998. W 2004 zdobyła tytuł mistrzyni Alberty w konkurencji młodzieżowej. Trzy lata później jako trzecia w zespole Hailey Surik triumfowała w prowincjonalnych rozgrywkach juniorek w Saskatchewan.
Podczas Canadian Junior Curling Championships 2007 zespół z Saskatoon wygrał 8 z 12 meczów, taki rezultat pozwolił uczestniczyć w meczu barażowym przeciwko Manitobie (Calleen Neufeld). Zespół Surik przegrał dodatkowe spotkanie 3:9 i został sklasyfikowany na 4. miejscu.
Valerie w prowincjonalnych mistrzostwach kobiet po raz pierwszy wystąpiła w 2010. Bardzo dobry wynik debiutantki był dużym zaskoczeniem, zespół pod dowództwem Sweeting awansował do fazy Page play-off i wygrał w niej trzy mecze. Sweeting w finale pokonała 9:7 Shannon Kleibrink, została tym samym najmłodszym kapitanem triumfującym w mistrzostwach Alberty kobiet. Na Scotties Tournament of Hearts 2010 reprezentacja Alberty z bilansem 4 wygranych i 7 porażek zajęła 10. miejsce. Pod koniec sezonu Sweeting wzięła udział w swoim pierwszym turnieju wielkoszlemowym, doszła do ćwierćfinału Grey Power Players’ Championship 2010.
W turniejach prowincjonalnych zespół Valerie Sweeting nie powtórzył sukcesu z 2010. W 2012 zajęła 4. miejsce.
Jej drużyna wystąpiła w pierwszym turnieju kanadyjskich eliminacji olimpijskich do Soczi 2014. Pokonując w ostatniej fazie zespoły Cheryl Bernard i Kelly Scott awansowała do głównego turnieju. Ostatecznie w Canadian Olympic Curling Trials 2013 została sklasyfikowana na 5. miejscu. Sweeting zaczęła turniej od 3 wygranych meczów, później odniosła 4 porażki, jednak tylko jej udało się pokonać Jennifer Jones – triumfatorkę kwalifikacji.
W 2014 Sweeting pokonując 8:4 Cheryl Bernard wygrała mistrzostwa prowincji. Na Scotties Tournament of Hearts 2014 zawodniczki z Alberty awansowały do rundy finałowej, w pierwszym meczu pokonały Saskatchewan (Stefanie Lawton) i w półfinale Manitobę (Chelsea Carey). W finale Sweeting zmierzyła się z obrończyniami tytułów mistrzowskich (Rachel Homan), Valerie zdobyła srebrny medal przegrywając 6:8. Po tym turnieju zespół opuściła Joanne Courtney, która dołączyła do drużyny Homan.
Courtney miała zostać zastąpiona przez Andreę Crawford z Nowego Brunszwiku, jednak ta wkrótce po rozpoczęciu sezonu 2014/2015 zrezygnowała z powodów osobistych. Ostatecznie na pozycję trzecią trafiła Lori Olson-Johns. W tym sezonie zespół Valerie ponownie triumfował w Alberta Scotties Tournament of Hearts. Podczas Mistrzostw Kanady 2015 jej zespół zajął 2. miejsce, w finale uległ Manitobie (Jennifer Jones) 5:7.
W sezonie 2015/2016 Sweeting nie reprezentowała Alberty na Mistrzostwach Kanady, ponieważ przegrała rywalizację w rozgrywkach na poziomie prowincji z drużyną Chelsea Carey. Podobnie stało się rok później, kiedy Sweeting uległa zespołowi Shannon Kleibrink. W 2017 roku drużyna Sweeting zajęła 4. miejsce w rundzie round-robin kwalifikacjach olimpijskich, co nie pozwoliło jej na grę w play-offach. Rok później Valerie próbowała zakwalifikować się na igrzyska olimpijskie w kategorii par mieszanych wraz z Bradem Gushue. Para dostała się do finału, w którym jednak przegrała z Kaitlyn Lawes i Johnem Morrisem. W 2018 roku Team Sweeting ponownie nie wygrała rozgrywek w Albercie, tym razem przegrywając w swoim pierwszym meczu fazy play-off.

### Z Kerri Einarson
W 2018 roku drużyna Sweeting rozpadła się. Valerie Sweeting dołączyła do nowo utworzonego zespołu Kerri Einarson wraz z Shannon Birchard i Briane Meilleur. W tym składzie zdobyła mistrzostwo Kanady w roku 2020, 2021 i 2022. W 2022 reprezentowała Kanadę na mistrzostwach świata w Prince George, gdzie zdobyła brązowy medal.
W 2023 ponownie wygrała Tournament of Hearts i reprezentowała Kanadę na mistrzostwach świata w Sandviken, gdzie znów zdobyła brąz.

## Wielki Szlem
| Turniej                | 2009/2010 | 2010/2011 | 2011/2012 | 2012/2013 | 2013/2014 | 2014/2015 |
| ---------------------- | --------- | --------- | --------- | --------- | --------- | --------- |
| Autumn Gold            | A         | x         | x         | x         | QF        | x         |
| Manitoba Lotteries     | A         | A         | x         | x         | x         | x*        |
| Colonial Square        | ?*        | A*        | F*        | x         | QF        | QF        |
| Masters                | ?*        | A*        | A*        | x         | A         | W         |
| Canadian Open          | —         | —         | —         | —         | —         | SF        |
| Players’ Championships | QF        | A         | A         | A         | x         |           |

| —  | = turniej nie odbył się                          |
| A  | = nie uczestniczyła                              |
| x  | = nie zakwalifikowała się do fazy finałowej      |
| QF | = ćwierćfinał                                    |
| SF | = półfinał                                       |
| F  | = finał                                          |
| W  | = zwycięstwo                                     |
| *  | = turniej niezaliczany do cyklu Wielkiego Szlema |

### Nierozgrywane
| Turniej     | 2010/2011 |
| ----------- | --------- |
| Sobeys Slam | x         |

## Drużyna
|           | Czwarta             | Trzecia          | Druga             | Otwierająca       |
| --------- | ------------------- | ---------------- | ----------------- | ----------------- |
| 2023/2024 | Kerri Einarson      | Valerie Sweeting | Shannon Birchard  | Briane Harris     |
| 2022/2023 | Kerri Einarson      | Valerie Sweeting | Shannon Birchard  | Briane Harris     |
| 2021/2022 | Kerri Einarson      | Valerie Sweeting | Shannon Birchard  | Briane Harris     |
| 2020/2021 | Kerri Einarson      | Valerie Sweeting | Shannon Birchard  | Briane Harris     |
| 2019/2020 | Kerri Einarson      | Valerie Sweeting | Shannon Birchard  | Briane Harris     |
| 2018/2019 | Kerri Einarson      | Valerie Sweeting | Shannon Birchard  | Briane Harris     |
| 2017/2018 | Valerie Sweeting    | Lori Olson-Johns | Dana Ferguson     | Rachelle Pidherny |
| 2016/2017 | Valerie Sweeting    | Lori Olson-Johns | Dana Ferguson     | Rachelle Pidherny |
| 2015/2016 | Valerie Sweeting    | Lori Olson-Johns | Dana Ferguson     | Rachelle Pidherny |
| 2014/2015 | Valerie Sweeting    | Lori Olson-Johns | Dana Ferguson     | Rachelle Pidherny |
| 2012/2014 | Valerie Sweeting    | Joanne Courtney  | Dana Ferguson     | Rachelle Pidherny |
| 2012/2013 | Valerie Sweeting    | Dana Ferguson    | Joanne Courtney   | Rachelle Pidherny |
| 2011/2012 | Valerie Sweeting    | Leslie Rogers    | Joanne Courtney   | Rachelle Pidherny |
| 2010/2011 | Valerie Sweeting    | Leslie Rogers    | Megan Anderson    | Whitney Eckstrand |
| 2009/2010 | Valerie Sweeting    | Megan Anderson   | Carly Quigley     | Whitney Eckstrand |
| 2006/2007 | Hailey Surik        | Valerie Sweeting | Cristina Goertzen | Brittany Lemon    |
| 2003/2004 | Amanda-Dawn Coderre | Valerie Sweeting | Melissa Pierce    | Lauren Jenkyns    |

## Canadian Team Ranking System
Pozycje drużyn Valerie Sweeting w rankingu CTRS:
Team Einarson:
- 2022/2022 – 1.[24]
- 2021/2022 – 2.
- 2019/2020 – 1.
- 2018/2019 – 2.

Team Sweeting:
- 2017/2018 – 6.
- 2016/2017 – 4.
- 2015/2016 – 3.
- 2014/2015 – 2.
- 2013/2014 – 3.
- 2012/2013 – 13.
- 2011/2012 – 12.
- 2010/2011 – 16.
- 2009/2010 – 13.